# Réunification de Chypre

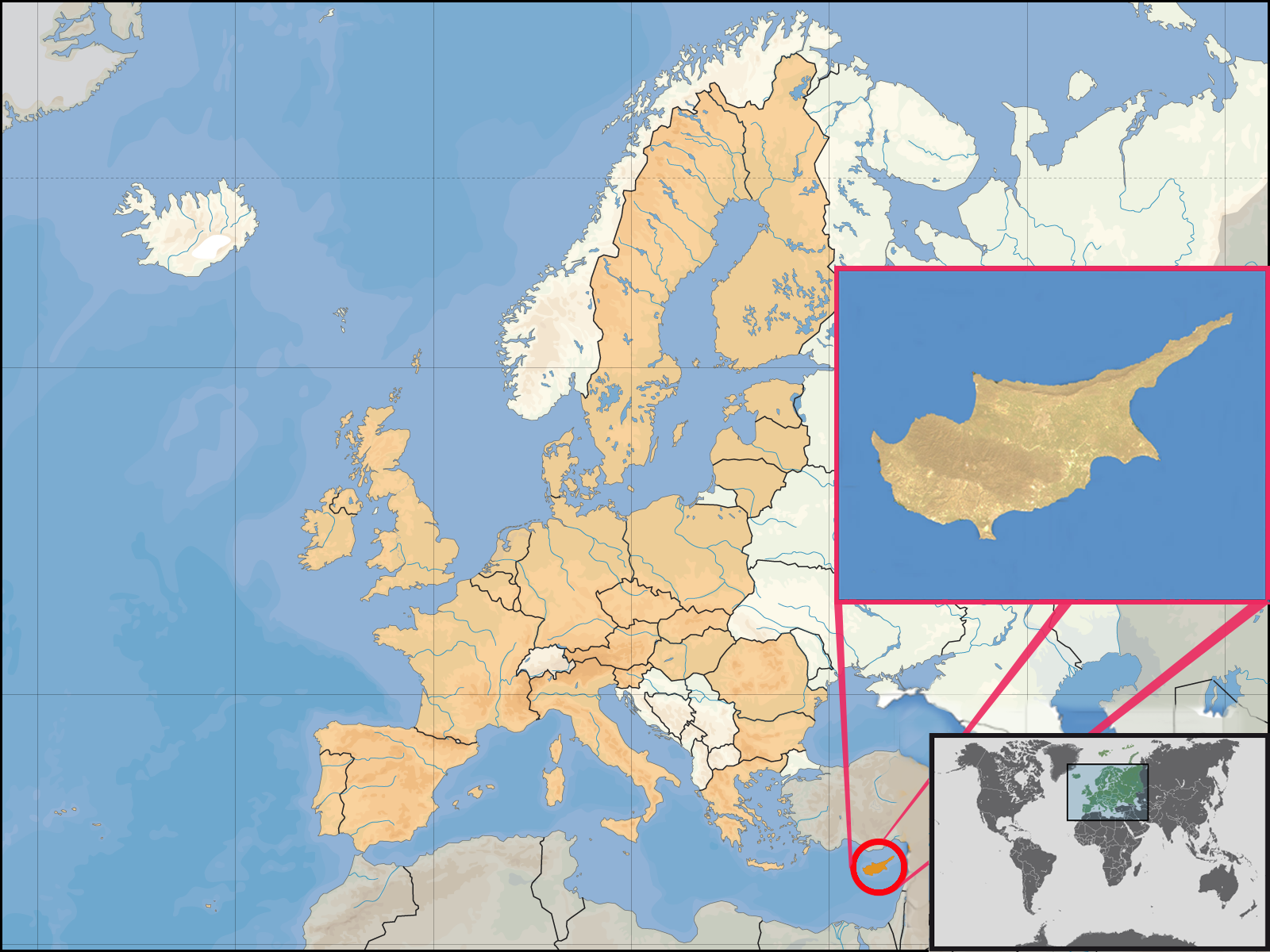
Localisation de l'île de Chypre

La réunification de l'île de Chypre est un projet lancé conjointement en 2008 par les Nations unies et les deux communautés chypriotes séparées depuis la partition de l'île en 1974 : les chypriotes grecs de la république de Chypre (internationalement reconnue et membre de l'Union européenne) et les chypriotes turcs de la république turque de Chypre du Nord (reconnue par la Turquie uniquement).

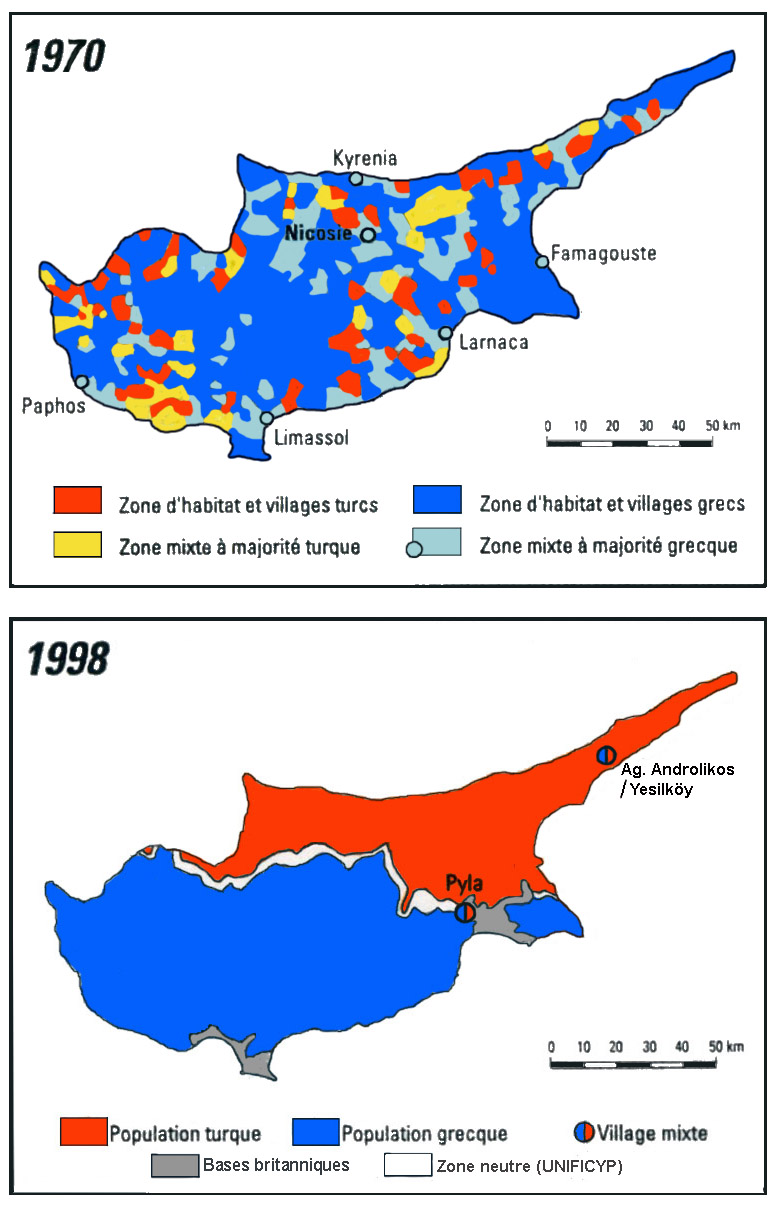
Évolution de la population par langues entre 1970 et 1998 : en rouge et en jaune, les zones de peuplement turcophone et en bleu foncé et clair, celles hellénophones.

## Historique
Après indépendance de l'île en 1960, la constitution du pays ne suit pas le « droit du sol » selon lequel tous les habitants auraient été citoyens chypriotes sans distinction de langue et de religion, mais le « droit du sang » qui identifie des chypriotes grecs (80%) et des chypriotes turcs (18%) ayant des institutions propres avec une représentation partagée au niveau de l'État : ainsi, le Président était un chypriote grec (l'archevêque Makarios) et le vice-président un chypriote turc (le médecin Fazıl Küçük), soutenus par des partis politiques ethniques pourvus de milices armées (EOKA grecque et TMT turque). Les tensions qui en découlent débouchent sur la tentative de coup d'État de la Garde nationale grecque dirigée contre le président Makarios jugé trop conciliant envers la minorité turque, et qui s'opposait à l'Énosis (union avec la Grèce). Selon le traité de garantie de l'indépendance de Chypre, une opération militaire turque est déclenchée en 1974 engendrant une division géographique et politique de l'île.
Depuis 1974, la Force des Nations unies chargée du maintien de la paix à Chypre, agissant sous mandat de l'ONU, a mis en place une « ligne verte », constituant une zone démilitarisée et une séparation physique entre les deux entités politiques de l'île.

## Évolution

### Plan Annan

Drapeau proposé pour la République chypriote unie.

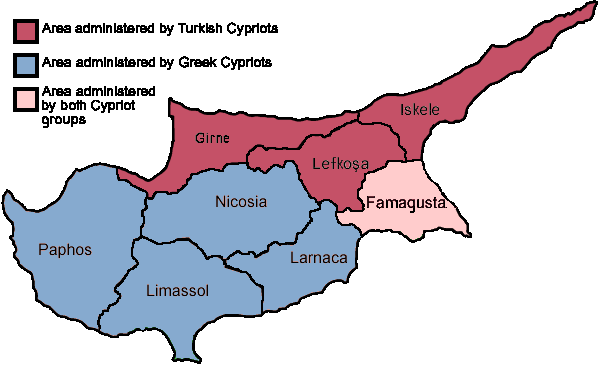
Une des nombreuses variantes de structures bi-zonales proposées pour la République chypriote unie ; dans celle-ci, l'une des 8 provinces, Famagouste, serait gérée paritairement, la gestion paritaire pouvant être étendue à d'autres provinces en cas de succès.

L'ONU a proposé en 2004 le « Plan Annan », du nom de Kofi Annan, alors secrétaire général des Nations unies. Ce plan proposait de réunifier les deux États chypriotes au sein d'une même République chypriote unie fonctionnant sur la base d'un système fédéral où les deux communautés seraient représentées. Le « Plan Annan », formulé après trente ans de négociations infructueuses, propose d’instaurer un État confédéral, chaque État confédéré devant permettre l’installation (ou le retour) de 33 % au plus de résidents de l’autre communauté sur son sol : le nombre de Turcs est insuffisant pour atteindre ce taux au Sud, tandis que le nombre de Grecs est largement suffisant pour l’atteindre au Nord. Soumis à référendum, ce plan fut accepté à plus de 65 % par les habitants du Nord de l’île, car le taux de retours proposé aurait permis à tous les chypriotes turcs déplacés en 1974 de retrouver leurs foyers, mais rejeté à 70 % par ceux du Sud, car le taux proposé n'aurait permis un retour qu'à une faible proportion des chypriotes grecs qui étaient environ 79 % des habitants du Nord avant 1974. Au cours de ce référendum, pour la première fois, des manifestations massives, rassemblant jusqu'à 50 000 personnes, ont eu lieu dans la communauté chypriote turque contre la politique sous tutelle d’Ankara du « président » Rauf Denktaş, exigeant sa démission et demandant un rattachement à la partie sud.
À la suite d'une série de négociations entre mai et septembre 2008, les dirigeants chypriotes grecs et turcs se sont engagés sous l'égide des Nations unies à résoudre point par point les problèmes liés à la spécificité chypriote, selon les paramètres établis par les Nations unies. Ainsi Dimitris Christofias et Mehmet Ali Talat ont mis conjointement en place six groupes de travail et sept comités techniques portant sur des questions spécifiques.
Dimitris Christofias et Mehmet Ali Talat rencontrèrent le secrétaire général des Nations unies, Ban Ki-moon, le 18 novembre 2010 à New York, afin d'étudier divers points dans une réunion tripartite ; notamment sur la question des propriétés foncières et l’ouverture de nouveaux points de passages dans la ligne verte. Ces négociations visaient à terme à la réunification de Chypre, au sein d'un système fédéral bi-communautaire où Chypriotes grecs et turcs seraient égaux en droit et en pouvoir, ; comme envisagée dans le « Plan Annan », la résolution des différends aboutirait à une théorique République chypriote unie ou « entité supra communautaire », basée sur le modèle de la Suisse, dont les deux entités auraient une réelle autonomie et une représentation politique paritaire, et qui permettrait à la république turque de Chypre du Nord de sauvegarder l’essentiel de ses acquis tout en revenant dans la légalité internationale et en échappant à l’embargo et à la dépendance vis-à-vis d'Ankara,.
Officiellement, la situation évolue rapidement,, mais, comme on dit à Chypre, σάν τό χελώνη όταν είναι πολύ κουραζμένη - « à la vitesse d'une tortue fatiguée », car une adoption définitive achoppe toujours sur le double écueil du retrait de l'armée turque (Ankara s'y refuse) et du libre retour des Chypriotes déplacés en 1974 dans leurs communes d'origine, sans limitation de nombre (revendiqué par la communauté chypriote grecque).

### Depuis l'élection nord-chypriote de 2015
L'élection présidentielle nord-chypriote de 2015 donne le candidat de centre-gauche Mustafa Akıncı vainqueur. Celui-ci définit comme sa priorité de relancer les pourparlers de paix avec la partie grecque de l'île.
En 2016, une rencontre nouvelle entre les deux parties a lieu sous l'égide du secrétaire d'État américain John Kerry au Mont-Pèlerin, en Suisse. Des avancées politiques ont lieu sur divers détails même si le refus d'Ankara de retirer ses troupes et l'exigence de Nicosie de la non-limitation du nombre de réfugiés autorisés à rentrer, restent non-négociables,.
Un troisième tour de négociations sous l'égide de l'ONU, de son représentant spécial Espen Barth Eide et des trois nations parties au traité de garantie a lieu à l'Office des Nations unies à Genève au début du mois de janvier 2017. Les deux présidents discutent directement dans un contexte « constructif », mais, s'il apparaît une volonté de leur part de poursuivre les efforts de rapprochement, le maintien des troupes turques sur l'île demeure un point d'achoppement.